# Segonzac (Dordogne)
Segonzac település Franciaországban, Dordogne megyében. Lakosainak száma 204 fő (2022. január 1.). Segonzac Douchapt, Chantérac, Tocane-Saint-Apre, Saint-Aquilin, Saint-Sulpice-de-Roumagnac és Saint-Pardoux-de-Drône községekkel határos.

## Népesség
A település népessége az elmúlt években az alábbi módon változott:
| Lakosok száma | 124  | 217  | 210  | 222  | 206  | 205  | 205  | 201  | 200  | 204  |
|               | 1968 | 1982 | 1990 | 2006 | 2013 | 2015 | 2017 | 2019 | 2020 | 2022 |